# DVD

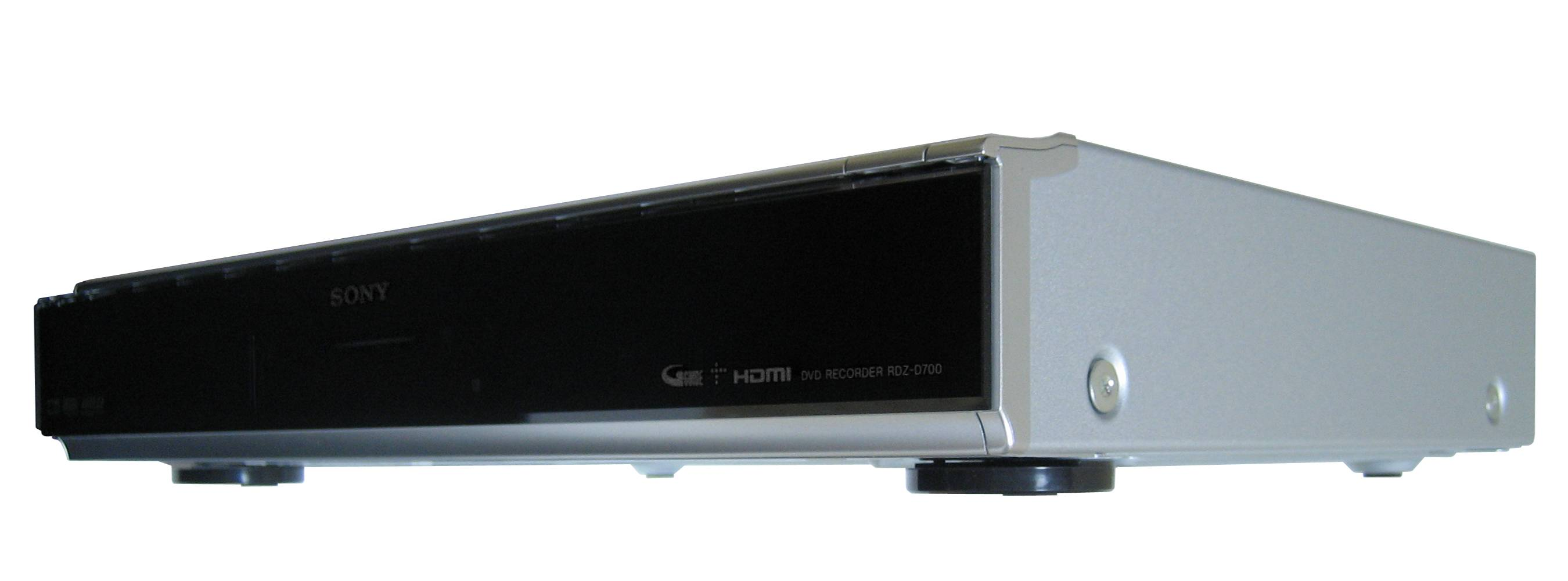
市販のDVDレコーダー（ソニー製）

DVD（英語: Digital Versatile Disc、デジタル多用途〈多目的〉ディスク）は、主に東芝が開発したデジタルデータの記録媒体である第2世代光ディスクの一種である。
媒体の形状や記録・読取方式はCD（コンパクトディスク）とほぼ同じだが記録容量がCDの約6倍になるため、CDでは不可能だった長時間映像の記録が可能である。
開発にあたっては、ハリウッド映画業界からの要求で「現在のメディアを上回る高画質・高音質で、1枚につき片面133分以上の収録時間」を目指すこととされ、1枚あたりの記録容量は当時の技術水準との兼ね合いからVHSビデオテープ方式と同等画質で133分の録画が可能となる4.7GB（片面一層の場合）のディスクとして開発された。約2時間の映像の場合、DVD以前から映像記録媒体として使用されていたレーザーディスクでは両面に記録する必要があり、視聴途中でディスクを裏返す必要があったが、DVDでは片面で収録可能になったため、映画作品の大半を途切れることなく視聴できるようになった。またデジタル化されたため、安定した映像が再生できるようになった。ただし、レコーダーでの通常画質の録画は片面120分に制限される場合が多い。
こうしてCDと同様の使い勝手で高画質な映像を視聴出来ることから、2000年代以降の映像記録の主要メディアに位置づけられ、VHSやレーザーディスクを置き換える形で普及した。従来の映像記録媒体と同様に映画やドキュメンタリー、ドラマなど、様々な映像ソフトが市販されている。さらに、民生用カムコーダやノンリニア編集対応パソコンなどの普及に伴い、自主編集した映像のDVD記録も可能で、また映像用途だけでなくコンピュータ用のデータ・ストレージ（保存媒体）としても使用される。
2000年代からは容量面でDVDを上回る、第3世代光ディスクと呼ばれるBlu-ray Discが登場し、2010年代以降はDVDと同時期に普及したUSBメモリなどのフラッシュメモリの容量もDVDを上回り、製造単価も減少した。1メディアの容量当たり単価はフラッシュメモリが上回っているが、堅牢性、融通性から、PCなどでの単なるデータの受け渡し用途としては、フラッシュメモリにその座を明け渡している。
2010年代からは、ネットワークを経由して端末やクラウドの間で大容量データをやり取りすることが主流となり、映像用途としてもBlu-ray DiscおよびYouTubeやNetflixなどの動画配信サービスが普及したことで、その座を明け渡している。

## 登場から普及までの経緯

### 第2世代光ディスクの開発と規格争い
DVD登場以前の1990年代初頭、CDより高密度の第2世代光ディスクには映画の情報量から考えると50倍の容量が必要でそれを実現するためには青色レーザーが必須と考えられており、研究が行われていた。ハリウッド映画業界から早期に商品化してほしいという要望があったが当時は青色レーザーによる光ディスクの実用化は困難であった。そのため当時急速に進歩していた動画圧縮技術で必要とする容量を大幅に減らし、青色レーザーを使わず大容量化を図った光ディスクを組み合わせる方向で開発が進められた。ソニーは青色と赤色レーザーの中間の波長となるSHGグリーンレーザーを用いた光ディスクを研究していたがCDと同じディスクの厚みに拘ったため他社の赤色レーザーを用いた改良型の光ディスクに容量で劣っていた。1994年末には東芝・タイム・ワーナー・松下電器産業（現・パナソニック）・日立・パイオニア（2022年まではオンキヨーホームエンターテイメント、2022年に経営破綻後はオンキヨーテクノロジー→プレミアムオーディオカンパニーテクノロジーセンター）・トムソン・日本ビクター（現・JVCケンウッド）の連合による赤色レーザーを使ったSuper Density Disc（SD）の開発がされていた。一方で、フィリップス・ソニー陣営も赤色レーザーを使ったMultiMedia Compact Disc（MMCD）を同時期に開発しており、1980年代にVHS対ベータマックスで発生したビデオ戦争の再来が危惧されていた。
そこで、IBMのルー・ガースナーが仲介に入り、フィリップスとソニーはMMCD規格の採用を諦めることと引き替えに、SD規格のサーボトラッキング機構に関する2項目の修正を認めることで、フィリップスとソニーも東芝主導のSD規格につき、両陣営は合意に至った。
1つ目の項目は、フィリップス・ソニーの特許技術である「プッシュプル式トラッキング」技術を可能とするためのピットジオメトリーの採用だった。2つ目は、ケイス・スホウハメル・イミンクの設計によるフィリップスのEFMPlus採用だった。これは、東芝のSDコードよりも効率が6 %低かったため、SD規格自体の容量は5 GBだったが、結果的に4.7 GBの容量となった。EFMPlusは、ディスク面に対するひっかき傷や指紋等に対する耐障害性に大きく優れていた。結果としてDVD specification Version 1.0が1995年に発表され、1996年9月に完成した。名称はDVDになったが、SDのロゴはSDメモリーカードのロゴに継承されている。
この統合により、規格の乱立は避けられると一旦は思われたが、その後各家電メーカーや映画会社から多数の注文をつけられ（ランダムアクセス、2時間収録、ドルビーデジタル収録など）、後述の「DVD-」「DVD+」「DVD-RAM」など、多数の派生規格が生まれた。また、2000年4月に入り、PlayStation 2や『マトリックス』のDVD版の発売の影響でワーナー・ブラザーズなどのDVD製造が本格化するまではDVDの普及率はマイナーな方に入る状態であった。その前までは、DVDを二層にせず、レーザーディスクのように両面1層にしたり、ディスクケースがVHSを参考にしたものであったり（ワーナーブラザーズ製）、CDのケースを流用したものだったり（ユニバーサルなど）と、規格の理解に混乱が発生していた。2000年を過ぎることで、CDでもあまり行われていなかったディスクのインクジェット印刷が本格化し、ディスクケースのサイズがPS2用のディスクケースのサイズで統一され始めるようになった。DVD-ROM、DVD-VIDEOのロゴは2001年を境によりわかりやすいものに変更されている。

### 名称
DVDは上記の経緯により当初はデジタルビデオ映像を記録するためのメディアとして策定され、Digital Video Discの略だと解釈されたが、その後コンピュータ補助記憶メディアとしても用いられることから、DVDフォーラムはDVDをvideo の代わりに「多用途」の意味がある versatile（ヴァーサタイル）を用いた「Digital Versatile Disc（デジタルヴァーサタイルディスク）」の略称とした。
またデジタルビデオ映像が記録されたDVDのことを世間的に総称で「DVDビデオ」と表現することが多いがそれとは別にDVDへのデジタルビデオ映像データの記録方法の1つに「DVD-Video」があり、両者は同義ではなく全く別のものである。「DVD-Video」は、DVDにデジタルビデオ映像のデータをDVD-Videoフォーマット（「DVD-VF」） で記録したものに限定される。
一方、「DVDビデオ」という総称はDVDにデジタルビデオ映像のデータが記録されたもの全て（DVD-Video、DVD-VR、AVCHD、AVCRECなどビデオ専用アプリケーションフォーマットで記録したもの、ビデオ専用フォーマットを用いずにMPEGファイルやAVIファイルを直接記録したものなど）が対象になる。ビデオカメラの撮影記録メディアとして記録されたものも一般的にここに包含される。

### DVD-Videoメディア・プレイヤーの商用化
プレーヤーやドライブは、CD-DAやCD-ROMの再生にも兼用できるものが一般的であり、DVD-Videoメディア及びプレイヤーの初の商用化は日本では1996年11月（松下電器産業DVD-A300、東芝SD-3000）、米国では1997年3月、欧州では1998年3月、豪州では1999年2月になされた。世界で初めてのDVD-Videoソフトは、ビクターエンタテインメントと松下電器産業の共同制作による『Ya＆Ya〜世界初のDVD電脳マガジン』であり、1996年11月1日にビクターエンタテインメントから発売された。なお、初の2.1chサラウンド音響は『ツイスター』、5.1chサラウンドは『インデペンデンス・デイ』が初である。
その後日本では2000年3月4日にソニーコンピュータエンタテインメントから発売されたゲーム機、PlayStation 2にもDVD視聴機能が搭載されたことで普及が始まり、2004年にはDVDプレーヤーの国内出荷台数がVTRを上回った。
パソコン分野でも光学メディアの中心はCDからDVDに移行した。一方オーディオ分野では、一部愛好者向けに留まり、普及しなかった（DVD-Audio参照）。
メディア製造コストは、VHSの1巻120円程度に対し、DVDは1枚20円程度と安い。取扱いも容易なので、パブリッシャー側からすれば収益が上げやすい。このため、映像を取り扱う産業では、セルDVDを（副ではなく）主な収益源とする企業が増え、業界の状況を一変させた。
こうしてデジタルビデオといえばDVDと認知されるほど広く定着した。

## ライセンス
DVDのフォーマットおよびロゴのライセンスは、ディー・ヴイ・ディー・フォーマット・ロゴ・ライセンシング株式会社（DVD Format/Logo Licensing Corporation、略称：DVD FLLC）が管理していたが、2024年末を以て、DVDのロゴライセンスプログラムが終了。DVD FLLCは2025年1月31日に解散した。

## 仕様
ディスクには物理構造による違いとデータ書き込み方の形式（論理フォーマット）による違い、さらにはビデオ用途でのアプリケーションフォーマットによる違いもあり、それぞれの組み合わせでさらに多くの種類が存在する。
サイズ
0.6 mm厚、直径12 cmおよび8 cmのポリカーボネート製円板を2枚張り合わせたもの。
読み取り方法
読み取りには、650 nmの赤色レーザー光を使用する。

### 音声
音声信号は、DVD-ROMの場合「2chドルビーデジタル」、「5.1chドルビーデジタル」、「5.1ch DTS」の中から2つから3つ（多言語を考慮する場合はそれ以上）を同時記録する場合が多い。そのため、すべてのDVDプレイヤーは最低でも必ずドルビーデジタルのデコード処理が可能な仕様となっている。2ch LPCMは録画用のディスクで採用される場合がある。

### 容量
| 種類     | 12 cm                | 8 cm              |
| -------- | -------------------- | ----------------- |
| 片面一層 | 4.7 GB (4.37 GiB)    | 1.4 GB (1.30 GiB) |
| 片面二層 | 8.54 GB (7.95 GiB)   | 2.6 GB (2.42 GiB) |
| 両面一層 | 9.4 GB (8.74 GiB)    | 2.8 GB (2.61 GiB) |
| 両面二層 | 17.08 GB (15.90 GiB) | 5.2 GB (4.84 GiB) |

- 1セクタあたりの容量は2048バイトでこれにヘッダの16バイトを加えて2064バイトとなる、CSS等もこのヘッダを利用しているが基本的にリッピング時にこの16バイトをリッピングすることはできない。
- 容量4.9 GBの片面一層12 cmDVDも存在する。
- 両面のディスクは、片面に対して2倍の容量を持つが、二層のディスクは一層に対して2倍の容量を持たない（後述）。
- 1 GiB = 10243 バイト (byte) = 230 バイト = 1.073741824×109 バイト = 1.073741824 GB。DVDの商品には容量がGB単位で表示されているが、OSやアプリケーションがファイルサイズをGiB単位で表示するとき（そしてそのときはたいてい「〇〇 GiB」のような形式ではなく「〇〇 GB」のように表示されるから紛らわしいのであるが）、数字の上で7%以上も差があることに留意が必要である。DVD-Rなどの媒体ではファイル管理に使われる領域が確保されるため、ユーザファイルが使える容量はそれを差し引いた量となる。4.7 GBのDVDにたとえば4.25 GiBより大きなファイルが書き込めないのは、このような理由による。

### 二層構造
DVDは、大容量の記録を目指したディスクであり、CDではレーベル面に当たる面にも記録できるよう、両面記録の規格が存在する。しかし、レーザーディスクのように一面の読み込みが終わった際に裏返すのは手間がかかる。そこで、片面に二層構造を持たせれば、一層構造より多くの容量を確保することができ、裏返す手間もなくなる。ユーザ記録型のDVD+R DLが市場に登場したのは2004年6月で、DVD-R DLが2005年5月である。光学ドライブによっては、相性や仕様で読み取れない場合もある。また、単層方式に比べレーベル面の取り扱いに注意しないと、CDのように記録層が破損する等のトラブルに見舞われる。また、ドライブがあまりにも古い場合（例えばPS2のSCPH-10000）、レンズの経年劣化が原因で二層DVDだけを読み取れなくなる症状に陥ることも多い。Xbox、Xbox 360規格のディスクは二層DVDを独自規格にしたものが採用されている。
二層構造の場合、全反射をする層を2つ持たせると奥にある層の読み込みができなくなる。それゆえ、片面（両面）二層ディスクの第1層目（「レイヤー0」、あるいは略して「L0」と呼ぶ）が薄い金属膜でできており、第2層目（「レイヤー1」または「L1」と呼ぶ）は全反射をする構造になっている。レイヤー0は薄膜であるのでレイヤー1よりも読み取りのための反射光の検出率が悪くなるが、記録密度を下げることで読み取り性能を確保している。したがって、二層ディスクの容量は単層ディスクの2倍よりも少ない。
レイヤー0は（CDと同じで）内周側から外周側に向かって記録・読み込みを行う方式であるが、レイヤー1の記録方式には以下の二通りがある。
パラレル方式
レイヤ―0（第1層目）と同じく、内周側から外周側に向かっていく方式。
オポジット方式
レイヤー0とは逆で、外周側から内側に向かっていく方式。
これらの情報は、DVDの管理情報としてレイヤー0の最内側に記録されている。ちなみに、DVD+R DLではオポジット方式のみとなっている。二層ディスクのDVDを再生していると、途中で読み込むレイヤーを切り替えるときが来る。DVD-Videoを再生している場合、一部の再生機ではレイヤーの切り替えの際に時間がかかってビデオ再生が一瞬停止したような状態になることがある。（連続再生時にレイヤーが切り替わる際の読み取りピックアップの移動はオポジット方式であればパラレル方式よりも少なくて済む利点がある。）
二層方式のDVDはDLと略して呼ばれることが多いが、正式名称はDVD-DLではDual Layer、DVD+DLではDouble Layerと、それぞれ異なる。

### 記録方法
トラックに沿って、ピットと呼ばれる凹みを作ることで記録することができる。読みとる際はレーザー光線を当て、凹み有無による反射の違いを利用する。
DVDのトラック形状は同心円型ではなく、CDと同様の渦巻き型である。
トラック・フォーマットは物理規格ごとに異なっている。
ウォブル・ランドプリピット方式を採用したDVD-R/RWディスクには、グルーブ（溝）とランド（丘）があらかじめ刻まれており、グルーブは蛇行している。この蛇行をウォブルと呼ぶ。またランドにはあらかじめランドプレピットというランド部分の途切れている部分がある。ドライブは、ウォブルとランドプレピットにより、位置決め（アドレッシング）を行う。記録されるデータ（ピット）はグルーブに書き込まれる。
高周波ウォブル・グルーブ方式を採用したDVD+R/RWディスクでは、ランドプレピットがなく、ウォブルの蛇行周波数が高い。ピットはDVD-R/RWと同じくグルーブに書き込む。
ウォブル・ランドグルーブ方式を採用したDVD-RAMではグルーブとランドにピットを書き込む。
読み出し専用のDVD-ROMはピット方式を採用している。
なお、位置情報の記録方法はDVD-RW系とDVD+RW系で異なる。
| 種類                       | DVD-RAM              | DVD-R/RW                   | DVD+R/RW |
| -------------------------- | -------------------- | -------------------------- | -------- |
| 記録トラック               | グルーブ/ランド      | グルーブ                   | グルーブ |
| 位置情報（アドレッシング） | ウォブル・プリピット | ウォブル・ランドプリピット | ウォブル |

### 転送速度
データの転送速度は等倍速で11.08 Mbps (=1385 kiB/s) である。これはCDの転送速度を1倍速 (150 kiB/s) として、9倍速程度に相当する。規格上定められている最大転送速度は16倍速（DVD-Rの場合）であるが、これは177.28 Mbps (=22.16 MiB/s) に相当する。

### 論理フォーマット
DVDに使用される論理フォーマットは主に以下の二つである。
- ISO 9660
- Universal Disk Format (UDF 1.02, 1.50, 2.00, 2.01)

CD時代から使用されているISO 9660に加えて、Optical Storage Technology Association（略：OSTA）が策定した、拡張性の高いUDFに対応している。映像用途ではDVD-VideoがUDF 1.02、デジタル放送の録画で使われるDVD-VRにはUDF 2.00が使用されている。
PC向けのデータDVDでは上記のどのフォーマットでも使用できるが、PCのDVDドライブとOSが対応していないければ読み込むことができない。ISO 9660は古い規格で拡張性に乏しいのでそれだけ互換性には優れているため、ISO 9660とUDF 1.02の両方に対応したUDF Bridgeも使用される。
実際のファイルシステムは使用するOSやドライバーソフトに依存する。
- UDF - 他のOSとの互換性に優れる。通常はこれが推奨される。リッピングを行うと「.iso」ファイルのみが出力される。
  - UDF1.02 - DVD-ROMの標準フォーマット。記録型メディアにも使用できるが、一度に全体を書き込む必要がある。DVD-Video方式での記録ができるようになる。DVD-RAMではほとんど使われない。
  - UDF1.5 - CD-R/RWの登場を機に、UDF1.02にパケットライト機能を追加したもの。パソコン用途でよく使用される。
  - UDF2.00 - UDF1.5の拡張版で、DVD-VR方式での記録ができるようになる。DVD-RAMの標準的なフォーマット。アナログ放送用のDVD-RAMレコーダーで使用されていたほか、パソコン用途でもよく使用される。
  - UDF2.01 - UDF2.00のバグ修正版。DVD-AR (DVD-Audio) 等で利用。
  - UDF2.5 - 本来はBD用のフォーマット。AVCREC方式での記録ができるようになる。ハイビジョン対応のレコーダーで使用される。
  - UDF2.6 - UDF2.6はBD-Rにファイルの疑似消去や疑似書き換えを盛り込んだ規格。
- FAT - FAT16とFAT32が使える。主にWindows用のフォーマットであり、Windowsを除く古いOSとの互換性に問題がある。Windows XPや、デスクトップ向けLinuxディストリビューションなど、OSに標準搭載されているディスク・ユーティリティがUDFでのフォーマットをサポートしていない場合を除き、DVD-RAMではほとんど使われない。Windows 8以降の標準ディスク・ユーティリティ上でのフォーマットはサポートされていない。
- HFS、HFS+ - 主にMac用。他のOSとの互換性に問題がある。ほとんど使われないが、2000年頃のPower MacにDVD-RAMドライブが搭載された事が有り、一部機種では起動ディスクにする事が出来たためメンテナンス用には重宝した。
- ISO 9660 - ほとんど全てのOSで読み込みができるが、ファイル名などに制限がある。DVD-RAMではほとんど使われない。リッピングすると「.cue」と呼ばれる1kbのファイルと「.bin」ファイルが生成される。

現在のWindows 11では、UDF1.50,2.00,2.01,2.50でフォーマットすることが可能である。このフォーマットで初期化することでHDD同様、自由に読み書きができる。

### エラー画面
DVD-ROMでは「年齢制限」、「リージョンコード」により視聴制限をかけることが可能である。再生時にハードウェア側でこれらの制限をかけずに映像を視聴しようとした場合は、DVDのOS側で再生を拒絶され、リージョンフリープレイヤーを使用した場合でもDVD-ROM側の検知機能でリージョンロックがかかる場合がある。これは付録などの一般販売されないものも含め、すべての映像用DVD-ROM作品に存在する。年齢制限は予め全年齢に設定すること、リージョンコードは「ALL」を採用することでこのエラー画面を省略することが可能である。このシステムはDVDを再生できるすべてのデバイスで厳格に順守する必要があり、Blu-ray Discの後方互換機能で再生機能を持つPlayStation 5やXbox Oneがゲームに対してはリージョンフリーであっても、DVDに対してはリージョンロックを持つ設計である。
コピーガードはCSSが設定されているが、現在ではそのコピーガードを簡単に解除できるため、会社ごとに独自のコピーガードが追加される場合がある。また、VHSなどに記録されたマクロビジョン製コピーガードを無視して録画することも依然不可能である。

## 物理フォーマット
規格はDVDフォーラムの他、Ecmaインターナショナルによっても標準化されている。
データを記録するには記録型DVDを使用する。記録型DVD規格としてDVD-R（1回だけ書き込み可能）とDVD-RW、DVD-RAM（複数回の書き込みが可能）がDVDフォーラムによって制定されている。これに対抗するものとして、DVD+RWアライアンスの策定したDVD+RやDVD+RWがある。
記録型DVDについて、一部海外メーカーのものに品質に重大な問題がある場合がある。品質の悪いディスクは動画の再生時にブロックノイズが入る、再生が止まる、保存したデータが消える、ドライブやレコーダの寿命が縮むといった問題を引き起こす可能性が高い。
しかし、ドライブの性能や相性によって書き込み品質が下がることもあるため、一概に国産メディアを使えば大丈夫という保証はない（国内ブランドでも海外製メディアを採用していることがある）。安心して使うためには、これから利用するメディアを1枚買って書き込みテストを行い、問題がないことを確認してから利用することが望ましい。また、発売当初は100年程度もつといわれていた書き込みメディア耐久性であるが、これはあくまで良質なメディアの加速試験（実際に100年間試験するのではなく、代わりに紫外線の照射強度などを変えて100年間相当の環境にするもの）における結果であって、現実には数年程度でデータが消えてしまう品質の悪いディスクも存在する(逆に言えば100年を超えても使えるメディアも存在する)。長持ちさせるためには、紫外線の当たる場所や高温多湿な場所を避けることが重要である。また、VHSと比較してテープが絡まって故障する心配は無いものの、ディスクが傷つくと読み込み不可能になる場合もある。

### 読み出し専用型

#### DVD-ROM
DVDにコンピュータ用の読み取りファイルを記録したもの。DVDフォーラムにより策定、ECMA-267・268により標準化されており、パソコンやゲーム機データ配布用媒体として定着している。
容量は一層タイプが片面4.7 GB・両面9.4 GB、2層タイプが片面8.5 GB・両面17 GB。論理フォーマットはUDF Ver.1.02である。
ゲーム機としてはPlayStation 2、Xbox、Xbox 360がソフト用の媒体に採用しており、パソコンではAppleのmacOSが媒体に採用しWindows 98 Second Edition以降のWindowsがサポートしている。アーケードゲーム基板ではFirebeat、System246あたりから採用された。
市販のDVDビデオソフトは、このDVD-ROMの物理フォーマットのディスクに映像データがDVD-Videoのアプリケーションフォーマットで記録されたもの。
ゲームやDVDビデオソフトなども含めたDVD-ROMは読み取り専用であるため、他の書き込み型DVDやレンタルも含む市販ビデオテープソフトなどのように、その作成時には記録媒体にデータを直接記録して作成されているわけではなく、データ記録面に読み取り用のピットを形成したマスター原盤（スタンパー）を作成後、それを元にしたプレスと張り合わせの工程による物理的な工法によって量産されている。そのため、書き込み型DVDに比べて経年化学変化の影響を受けにくく、物理的な形状破損や読み取りレーザー光反射層の金属素材の劣化がない限りは基本的に読み取り可能である。

### 書き込み可能型
以下、全てのメディアに「データ用 (for DATA)」と「ビデオ録画用 (for VIDEO)」の2種類がある。後者は地上デジタル放送移行前は私的録音録画補償金制度により補償金が上乗せされていたが、移行後は、コピー制限があるという理由で補償金が上乗せずに販売されている(私的録音録画補償金制度#デジタル放送専用レコーダーの私的録画補償金に対する訴訟を参照)。なおCPRM非対応の録画用メディア（アナログ放送専用などと表示されている場合もある）にはコピーワンス、ダビング10のデジタル放送を記録できない。DVD-VRはすべてのDVD±R,DVD±RWで対応しているが、CPRMはすべてのDVD±R,DVD±RWで対応しているわけではなく、「for VIDEO」と書かれたDVD±R,DVD±RWを使用する必要がある。また、DVD-VR規格でフォーマットしたDVD-RWにコピーワンスの映像を録画し、そのままファイナライズしてしまった場合、その映像は強制的に視聴できなくなる。

#### DVDフォーラムが制定した正式規格
DVD-R/DVD-RWの「-」は本来ハイフンであるが、後述のDVD+R/DVD+RWが「+」を「プラス」と読むため、区別のために「マイナス」と読まれる場合も多い。一方、DVD-RAMの「-」もハイフンであるが、DVD+RAMが存在しないので「マイナス」とはほとんど読まれない。
VCPSを採用したDVD+と異なり、DVD-の録画用メディアはCPRM、HD Rec、AVCRECに対応している。

##### 追記型
一度だけの書き込みが可能（ファイナライズ前なら削除や追記も可能）なタイプとして以下のものがある。

###### DVD-R
DVD-RはDVD Recordable の略称。ライトワンス型の記録型DVDフォーマット。DVDフォーラムにより策定、ECMA-359により標準化されている。1997年9月にパイオニアによって開発された。ディスクの裏面は紫色が通常。
容量は片面で4.7GB、両面で9.4GBである。通常は135分記録できるが、これはNTSCの記録の場合であって、PALを使用した場合はさらに記録時間が短くなる。
CD-Rと同様、色素を使って記録されるがM-DISCには無機系が採用されている。記録層にはアゾ色素、シアニン色素、オキソライフ色素が用いられている。
データの記録は、ディスクの基板上に連続した線上に存在するランド（丘）に挟まれたグルーブ（溝）に強いレーザー光を当てることでピット（くぼみ）を焼付け形成することで行なわれる。ピットを形成する皮膜の記録材料には有機色素材料を使用しておりレーザー光照射による色素の分解という化学変化を利用しているため、素材コストの関係で比較的に価格を安価にできる一方で一度しかその場所にはデータを書き込めない。また、当初のVersion1.0規格では3.95GBだったが、Version2.0規格で4.7GBに容量を増加した。またVersion2.0規格では業務用の「DVD-R for Authoring」と一般向けの「DVD-R for General」の2つに規格が分かれており、一般向けの「for General」にはコピー防止機能が組み込まれている。
量産効果により価格が最も低く、パーソナルコンピュータ用としてはDVD-RAM/RやDVD-RW/Rといった両対応ドライブが登場しCD-Rに代わるものとして広く普及している。家庭用DVDレコーダーにおいてもパナソニックとソニー以外の企業はDVD-R/-RWドライブを採用している。またパナソニックも2005年春以降のモデルはDVD-RWへの書き込みに対応している。
また、記録面皮膜材料に有機色素材料を使用していることで光の中でも特に紫外線の影響を受けやすく、太陽光を長時間当てた場合など記録情報が失われることがあることが実験で示されている。DVD-RAMやDVD-RWは皮膜材料に有機色素材料とは異なるものを用いているので光の影響による経年変化はほとんどないとされているが代わりに熱に弱いと言われ、アメリカ国立標準技術研究所 (NIST) では「書き換え可能なDVD-RAMやDVD-RWは熱に敏感に反応する素材を使っているためにDVD-Rより長期保存には使えない」としている。いずれにせよ、保存環境やディスクの質によって寿命は大きく変化する。
コピーワンスの制限がかかった地上デジタルテレビ放送・BS・CSデジタル放送の場合、DVD-Rへの録画は出来なかったが2004年に録画が可能なCPRM対応DVD-R（CPRMへの対応はDVD-VRフォーマット時のみ可能）が登場した。
DVD-Videoでの記録の場合、テレビ放送/DVD-VR/DVD-Videoの各音声方式の違いによる影響のためレコーダーでテレビ放送の二ヶ国語放送/解説放送が記録出来る市販レコーダーは2006年現在製造されていない（ステレオ放送は可能）。ただし後年はDVD-VRフォーマットでの記録が可能な製品も販売されており、DVD-VRの場合は二ヶ国語放送/解説放送の記録も可能。またDVD-Videoフォーマットでの記録の場合でも、マルチ音声トラック機能を用いて二ヶ国語以上の音声のDVD-Videoディスクを作成することは可能（DVD-VRでの記録も、DVD-Videoでの二ヶ国語切り替えディスクの作成もその可/不可は録画機器や作成ソフトなどのツール側の機能による）。また、東芝やパイオニア、シャープ等の一部メーカーのDVDレコーダーでは追記型VR記録が可能であるがファイナライズ処理を行わないと他のプレーヤー等で再生はできない。またDVD-Rメディアの初期状態はDVD-Videoフォーマットだが、DVD-VRでフォーマットをするとDVD-Videoフォーマットには戻せない。

###### DVD-R DL
DVD-R DL (Dual Layer) は1層タイプのDVD-Rを発展させたもので、片面に2層記録が可能。DVDフォーラムにより策定、ECMA-382により標準化されている。
容量は片面で8.5 GBである。両面のものは市販されていない。
初期は+DLに比べて記録速度が遅くシェアも低かったが、現在では速度では+DLに並びほとんどのドライブで対応している。2005年春に三菱化学メディアよりDVD-R DLが発売された。

##### 繰り返し記録型
削除や再フォーマットにより、繰り返し記録できるタイプとして以下のものがある。

###### DVD-RW
DVD-RWはパイオニアが開発したDVD ReWritable の略称。DVDフォーラムにより策定、ECMA-338により標準化されている。ディスクの裏面は通常水色。
容量は片面4.7 GB・両面9.4 GB。
データの記録は、基本的にはDVD-Rと同じ方式。ただし記録マークを形成する皮膜の記録材料にはDVD-Rのような有機色素材料ではなくアモルファス金属材料を使用しており、色素材料のように光による化学変化で分解するわけではなくレーザー光照射による加熱でのアモルファス金属の結晶化・非結晶化を利用している（結晶化することでその場所の反射率が変化する）。結晶化した場所に再びレーザーを当てて結晶状態を溶かして急激に冷やすことで非結晶化が可能であり、データの消去や再利用（同じ場所へのデータ書き込み）が可能となっている。書き換え可能回数は1000回以上で10万回以上書き換え可能なDVD-RAMよりは少ない。他の書き込み型DVDとの違いは、ビデオ用途で使用する場合に買ってそのままではデータの書き込みができないことである。VideoモードとVRモード両方で使えるメリットがある一方でフォーマット形式が異なるため、どちらで使用するかを選択し、約1分程度かけてフォーマットする必要がある。
再生機との互換性を確保するためファイナライズ処理が可能で、ファイナライズを解除し再び追記することも基本的には可能である（レコーダーによっては不可）。

###### DVD-RW DL
日本ビクター（現・JVCケンウッド）が2層のDVD-RW (DVD-RW DL; 容量8.5 GB)を開発し、2007年6月のDVDフォーラムの承認後、同8月に発売予定だったが、対応ドライブが製品化されないまま2008年3月に発売の凍結が発表された。
規格はECMA-384により標準化されている。

###### DVD-RAM
DVD-RAMはDigital Versatile Disc Random Access Memoryの略称。相変化記録方式の記録型DVDである。DVDフォーラムにより策定、1997年4月に2.6 GBのVersion1.0規格が制定され、2000年夏に片面4.7 GBのVersion2.0規格が制定された。またECMA-330により標準化されている。
PD規格を提案した松下電器産業（現・パナソニック）が中心となってPDの技術をもとに開発され、1998年4月にパナソニックと日立製作所から最初の製品が発売された。
DVD-RWとは異なりデータの記録面の材料にはアモルファス金属材料を用いているが、レーザー光照射による加熱での結晶化を利用している（結晶化することで反射率が変化する）点では同じである。このためディスクの反射率は15 %から25 %の低反射率となっている。
DVD規格の一つであるが、記録密度・ランダムアクセス性向上のために通常のDVDとは異なるアドレス方式やトラッキング方式をとっており（前述）、ディスクの回転制御の方式も大きく異なるなど他のディスク (DVD-ROM/DVD-R/DVD-RW) とは物理的記録方式に異なる点が多いため、特に対応したドライブでしか読み書きができない。他の書き換え型DVDであるDVD±R/RWが一般のDVD機器で読み書きができるのとは対照的である。また、初期のDVD-RAMドライブはPDも使用可能であったが、Version2.0対応のドライブからは互換性がなくなった。
記録面は、円周方向に他のDVDメディアには見られない細く短い線が微妙に角度を変えながら全面に分布している。これは埋め込みサーボ技術のサーボパターンであり、このパターンを検出することで瞬時にヘッドの位置を認識することが出来、ランダムアクセスの高速化に役立っている。同様の技術はMOやHDD（磁気情報なので肉眼では見ることが出来ない）にも使われている。
かつてはDVD-RAMへ書き込みを行うにはドライバ(UDF)のインストールが必要だったが、Mac OS XやWindows XP以降ではOS標準でサポートされるようになった（FAT32形式のみ）。また読み書きに専用のライティングソフトは必要とせず、通常のファイル操作で使用できるのも特徴である。Windows 95ではHDDだと1つのドライブにつき2 GB以下のパーティションしか扱えないというFAT16フォーマットの制限があったが、DVD-RAMの場合はUDFフォーマットが利用できるため、大容量を1つのドライブとしてHDD感覚で読み書きできた。
当初はデータ用として普及したが後にビデオ録画用にも普及した。民生機では書き込みの高速性を利用して録画を行いながら別番組を再生することなども可能。また、DVD-RAMは不要な部分だけを簡単に消せるうえ、録画したDVD-RAMを別の機器で再生させる場合でもファイナライズ処理が不要である。
アナログ放送用のDVD-RAMレコーダーでは、DVD-VR方式で記録する。このため、パソコンを使って映像をDVD-VR方式で書き込めばレコーダーで再生することができる。逆に、レコーダーで録画したディスクをパソコン上で再生することもできる。これらを可能にするソフトウェアとしてはパナソニックのDVD-Movie album、UleadのDVD Diskrecorder（DVD MovieWriterにも実装）、ペガシス製のTMPGEncシリーズ等がある。これらは主にタイトル名編集、カット編集、DVD-Videoモード形式への変換などの機能がある。
ハイビジョン放送用のDVD-RAM対応レコーダーでは、AVCREC方式で記録する。これもパソコンで扱えるが、UDF2.5フォーマットに対応していること、アプリケーションがAVCRECに対応していることが前提となる。
なおDVD-Video方式でDVD-RAMに書き込むことも可能であり、対応するアプリケーションも存在するが、市販されているDVDプレーヤーの多くは最新機種も含めてDVD-RAMには未対応のまま現在に至っている。
ファイルシステムとして読み書きすることが前提となっているため、回転速度は各ドライブの設計に依存する。ただし実際には低速度メディアではZCLV、高速メディアではPCAVで制御しているドライブが大半である。
DVD±RWの1000回を上回る、10万回以上の書き換えが可能である。さらに不良セクタの代替機構の構築や、書き込み時のベリファイが自動的に行われる。ただしベリファイを行うため、たとえば2倍速の書き込みは1倍速の読み出しと同程度の時間を要する。
デメリットは構造上の特徴からDVD-Videoとの互換性が無い点であり、DVD再生専用プレイヤーやDVD再生対応ゲーム機などで対応機種が少ない点である。また、カートリッジ付メディアの挿入は出来ないドライブが多い。ただしカートリッジを使用しない読み取りドライブは規格のマルチ化が進んでいる。当初規格統一に参加していたソニーやフィリップスなどはDVD-RAMがDVD-ROMとの互換性が比較的低いことなどを理由に、1997年5月になってDVD+RWを対抗する規格として提唱した。これは片面3 GB、両面6 GBの容量を持ちDVD-ROMと互換性があった。しかしDVD-RAM陣営は1999年6月、これを上回る片面4.7 GBのVersion 2.0規格の決定を発表した。ソニー、フィリップス、ヒューレット・パッカードの3社を中心とするDVD+RWアライアンスは、独自の対抗規格として同等の容量を持つDVD+RWを策定している。
DVD-RAM陣営はドライブの製造メーカーとしてはパナソニック、日立LGデータストレージ、東芝サムスンストレージ・テクノロジーなどが、テレビの録画用DVDレコーダーとしてはパナソニック、日立、東芝、日本ビクターなどがあった。2006年4月にはパイオニアも加わった。このうち日立・日本ビクター・パイオニアはカートリッジタイプのディスクは使用できなかった。
2003年の時点では記録型DVDとしての世界シェアは約10 %、日本国内ではレコーダーの普及により約60 %のシェアを持っていた。しかしその後日立と日本ビクターが民生用DVDレコーダー事業から事実上撤退し、2007年12月以降はパナソニック・東芝の2社のみとなった。
そもそも、東芝はDVD-RAM陣営であるにもかかわらず再生専用機ではDVD-RAMへの対応を行っていなかった。これは、同社のDVDプレーヤーの大半がオリオン電機（社名変更を経て清算済）などからOEM供給されたものであったためである。自社生産品であるHD DVDプレーヤー「HD-XA1」では対応していたものの、CPRMには対応していなかった。Blu-ray Discレコーダーでも再生のみの対応となっている。パナソニックも車載用機器では対応していなかった。
2000年代の傾向としてパイオニア、NECなど今までDVD-RAMに対応していなかった複数のメーカーからDVD-RAM対応のドライブ（パイオニアの場合はDVD-RAM録再対応のDVDレコーダーも登場。ただし、2006年4月以降の新機種から）が発売された。ランダムアクセスが可能でありデータの書き込みに専用ライティングソフトが不要である。
パナソニックは市場規模の縮小を理由に、2019年5月末で録画用DVD-RAMの生産を完了した。
メディアの規格は基本的に他のDVD規格に準ずる。両面メディアが存在するなど仕様は複数あり、容量は片面1.46–4.7 GB、両面2.92–9.4 GB。2層タイプは製品化されていない。8 cmディスクはVersion2.1より設定された。
当初はディスク保護のためカートリッジ入りでそこからメディア円盤の取り外しができない規格のみだったが、後にメディア取り外しが可能なカートリッジ型が登場し、さらに記録面の耐久性が改善されたことにより安価なカートリッジ無しタイプも販売されるようになった。現在ではドライブ、メディア共にカートリッジなしタイプで2倍速から5倍速に対応した製品が主流となっている。
| | 直径  | 容量                     | 書込速度      | クラス |
| --- | ----- | ------------------------ | ------------- | ------ |
| バージョン1.0 | 12 cm | 片面2.6 GB、両面5.2 GB   | 1倍速         | 0      |
| バージョン2.0で加わった規格 | 12 cm | 片面4.7 GB、両面9.4 GB   | 2倍速         | 0      |
| バージョン2.1で加わった規格 | 12 cm | 片面4.7 GB、両面9.4 GB   | 3/5倍速       | 0      |
| バージョン2.1で加わった規格 | 8 cm  | 片面1.46 GB、両面2.92 GB | 3/5倍速       | 0      |
| バージョン2.2で加わった規格 | 12 cm | 片面4.7 GB、両面9.4 GB   | 6/8/12/16倍速 | 1      |
| バージョン2.2で加わった規格 | 8 cm  | 片面1.46 GB、両面2.92 GB | 6/8/12/16倍速 | 1      |
| ※バージョン2.0以降の大容量メディアは、バージョン1.0のみ対応のドライブでは読み書きできない。また、6倍速以上のメディアは5倍速以下のドライブでの書き込みができない。 |       |                          |               |        |

|         | ディスクの直径 | カートリッジからのディスクの取り出し | 記録面    |
| ------- | -------------- | ------------------------------------ | --------- |
| タイプ1 | 120 mm         | 不可                                 | 両面/片面 |
| タイプ2 | 120 mm         | 可能                                 | 片面      |
| タイプ3 | 120 mm         | ディスクのみ                         | 片面      |
| タイプ4 | 120 mm         | 可能                                 | 両面      |
| タイプ5 | 120 mm         | ディスクのみ                         | 両面      |
| タイプ6 | 80 mm          | 可能                                 | 両面      |
| タイプ7 | 80 mm          | 可能                                 | 片面      |
| タイプ8 | 80 mm          | ディスクのみ                         | 両面      |
| タイプ9 | 80 mm          | ディスクのみ                         | 片面      |

#### DVD+RWアライアンスが制定した別規格
DVD+RWアライアンスが策定したこれらの規格はDVDフォーラムの規格外のため厳密にはDVDとは呼べず、DVDロゴは付いていないうえ、+RWと+Rのロゴに関しても従来のDVD-ROMなどのロゴとは全く異なるものになっている。また正式名称に「DVD」の文字はない。このように本来のDVDとは似て非なるものである。しかし2008年にはDVD関連ライセンス団体であるDVD6Cがこれらの規格のライセンスを管理するようになり、ほとんどのプレイヤーで±R、±RWすべてを読み書きできるように定義されることが多くなった。
DVD-R/-RW/-RAM陣営（以下、DVDフォーラム陣営）とDVD+R/+RW陣営（以下、+RWアライアンス陣営）がVHS対ベータマックスのような規格争いを行って消費者に混乱を招くことが懸念されたが、現在はDVDレコーダーではDVD-R/-RW/-RAMにほぼ落ち着き、パソコン向けドライブでは両対応のスーパーマルチドライブが普及したためそれほど混乱は生じていない。
Windows Vistaでは、Mount Rainier (DVD+MRW) と呼ばれる規格がサポートされている。これはパケットライト方式で書き込む際に有効でフォーマットを必要最小限の領域にとどめ、残りの領域のフォーマットは書き込みドライブが未使用のときに実行することでフォーマット時間を大幅に短縮できるというものである。
記録速度や2層メディアの登場など開発スピードがDVDフォーラム陣営に比べて速いことが特長だった。しかし、DVDフォーラム陣営も開発速度を上げ、DVD+R/+RWは著作権保護技術としてCPRMではなくVCPS (Video Content Protection System)を採用しているために日本のコピーガードに対応しておらず録画用メディアであってもデジタル放送を記録できない。日本では、DVD+R/+RWは廃れた存在となった。

##### 追記型
一度だけの書き込みが可能（ファイナライズ前なら削除や追記も可能）なタイプとして以下のものがある。

###### DVD+R
ライトワンス型の記録型DVDフォーマットで、正式名称はplus R（プラス アール）。規格としてはECMA-349で標準化されている。DVD+Rで記録されたディスクは一般的なDVD-VideoやDVD-ROMドライブで再生が可能とされるが、実際にはメディアID（ブックタイプ）がDVD+Rであるため再生できないケースもまれにある。ただし、ファイルシステムの構造がDVD-Rに比べDVD-ROMに近いためROM化を行った場合、DVD-Rよりも互換性は高くなる。記録面材料は、DVD-Rと同様に有機色素系材料である。
現在はソニーの「スゴ録」「PSX」（共に生産終了）ブルーレイディスクレコーダーに、DVD+Rでの録画に対応するDVDレコーダーが存在する。パイオニア等も対応レコーダー（デジタルチューナー非搭載機）を販売していたことがある。パソコンでもスーパーマルチドライブによりDVD-Rと全く同じように記録できる。
DVD-Rがたとえ1バイトのデータを記録する際でもダミーデータを上乗せして1.1 GBにしてしまうのに対しDVD+Rではダミーデータの上乗せを行わないこと(DVD-Rも後に制限が解除された)、高速化が容易なこと、メディアID（ブックタイプ）がDVD-ROMと同じものに変更可能であるため互換性が向上する。

###### DVD+R DL
DVD+R DL (Double Layer) はDVD+Rを発展させたもので、片面に2層記録が可能。規格としてはECMA-364で標準化されている。DVD-R DLよりも先行して一般市場に出回った。ディスクのメディアIDをROM化することが可能だが、DVD+Rを読み込むことを想定していないプレイヤーはROM化しても読み込めない。

##### 繰り返し記録型
削除や再フォーマットにより、繰り返し記録できるタイプとして以下のものがある。

###### DVD+RW
パナソニックのDVD-RAMに対抗する規格として策定された規格で、正式名称はplus RW。規格としてはECMA-337で標準化されている。DVD-ROMとの互換性のある独自の書き換え可能方式を採用している。書き込み可能回数は1000回以上。記録面の使用材料はDVD-RWと同じようにアモルファス金属材料を用いている。
世界三大経済圏の有力電機メーカーである日本のソニー、オランダのフィリップス、アメリカのヒューレット・パッカードの3社が提唱しているだけに有力視されていたが、日本の大手電機メーカーでDVDレコーダーにこの方式を採用しているのはソニーのみである。一時は日立製作所とパイオニア（いずれもデジタルチューナー非搭載モデル）に対応機種があったが現在は生産終了している。
ただし、録画用メディアとしてはDVD+RWの仕様として「1つのファイルは連続した領域のみに記録される」仕様のため、DVD上での編集により生じた空き領域は使用できない。そのため、CMカットしても実質空き時間が増えないという欠点がある。いったんハードディスクドライブに移し変え、再記録することでは可能である。
DVD+Rよりも先に規格が制定され、当初はDVD+RWと記録型CDの書き込みのみに対応したドライブが発売された。

###### DVD+RW DL
規格としてはECMA-374で標準化されているが製品化は中止。

### 特殊な物理規格

#### DVDplus
DVDplusとは、片面に音楽CD、もう片面にDVDを貼り合わせた両面ディスクであり、採用例としてはイヤーエイク・レコードが2000年に発売したオムニバスアルバム『Immortalised DVD』が該当する。日本のニュースサイト「CDジャーナル」は実物を見た者からの話として、いかにもCDとDVDを貼り付けてみたという感じがして、時代の先端を行くような代物ではなかったとしている。

#### DualDisc
DualDiscは、片面に音楽CD、もう片面にDVDを貼り合わせた両面の再生専用ディスクであり、2004年に米国の大手レコード会社が発売した。DVDフォーラムが定めた規格ではない。CD面は正式な音楽CD規格（レッドブック）に準拠していないためCDロゴは付いておらず、DuallDiscの製造元は「音楽専用面」「非DVD面」など遠回しな呼び方をしている。また、カーステレオなどの一部の機器では再生に支障が出ているともいわれている。以上のことから、2005年末の時点で普及が北米にとどまっているという指摘もあった。

#### ツインフォーマットディスク
片面にDVD-ROMとHD DVD-ROMの両規格を収録した多層構造のディスクで、2006年にメモリーテックと東芝が発表した。映像ソフトで製品化されている。

#### 48DVD
48DVDはアメリカのFlexplayが開発した技術であり、酸素に触れると徐々に劣化する色素を記録に使用しているため、再生可能な時間が開封後48時間以内に限定されている。日本出版販売が日本での独占販売契約を締結し、2005年9月から発売を開始した。日本国内においては、プロモーション目的で頒布されたり（例：『ミッション:インポッシブル3』）、雑誌の付録として同梱した例があった。
アメリカ国内においては、使い捨て式であるため環境面での批判があった。DVDフォーラムが定めた規格ではない。

#### DVDslim
DTJapanによる規格。DVD-5（片面1層）のデータ面のみを採用しつつも、DVDプレーヤーで再生できるようにするため、厚さを0.9mmにしている。採用例としては、2003年5月にネスレコンファクショナリーが自社製品「キットカット」のおまけとして発売した『花とアリス』のDVDが挙げられる。

## アプリケーションフォーマット
ディスクに書き込むデータ形式の違いにより以下のものが存在する。

### DVD-Video
DVDに複数の映像、音声、字幕を記録するフォーマット。マルチアングルでの記録も可能。複製防止技術（厳密には、再生技術である）として Content Scramble System (CSS) という暗号化をすることが可能で、CSSの暗号化解除キーを書き込んだ領域はisoファイルの作成時にコピーできない。論理フォーマットはUDF Ver.1.02。およそ230分以上のNTSC映像をほぼ無劣化で記録することが可能(片面二層DVD-ROMの場合)。
本来は市販DVDビデオソフトの製作用（読み出し専用）に策定された規格であるが、家庭用DVDレコーダーや、パソコンで専用ソフトウェアを使っての記録・追記・書き込み前の編集などが可能になった。
DVDの規格上は両面2層まで可能（富士フイルムから両面式のDVD-Rが発売されている）であるが、パッケージソフトとして販売される性格から片面2層とし裏面に絵やロゴ等（レーベル）を印刷する場合がほとんどである。なおディスクを返すことなく、両面自動連続再生可能なプレーヤーが存在しない。そのため、2枚組でも両面2層でも入れ替える必要性がある点は同様なのでユーザの利便性にとっては大差がないと言える（ちなみに、LDでは両面再生対応機種が存在した）。
DVD-Videoプレーヤーのほか、LDとのコンパチブルプレーヤー（2008年1月現在、生産中）、VHSとの複合機などで再生できる。またディスクサイズが12 cmと小型であるためラジカセやカーオーディオ、LCD付ポータブルプレーヤーなど様々な対応機器が存在する。PC用のドライブでも利用可能であるため、DVD-ROMドライブを搭載したPCでは、DVD-Videoの視聴が可能であることが多い。
世界をいくつかの地域に分け、リージョンコード（地域コード）を割り当てることで地域限定のリリースやリリース日をずらすということができる。DVDプレーヤーとDVD-Videoディスクの地域コードが一致しないと再生できない。一致してもテレビ方式が合わないと再生できない。PCに海外のリージョンコードの入ったDVDを入れると勝手にリージョンが変更されることがある。
映像はMPEG-2で記録され音声はドルビーデジタル (AC-3)、オプションで2chPCM、DTS（デジタル・シアター・システムズ）が利用可能である。地域によって、その他の音声フォーマットにも対応する。
メニュー画面には二種類が存在し、「メニュー」と「トップメニュー」は別物であると定義されている。しかし、DVDで映像の再生中にポップアップメニューを表示させる「メニュー」機能側はあまり使用されることがなく、この区別はBlu-ray Discにおいてポップアップメニューの表示機能が本格的に搭載されたことで定着した。

### DVD-VR
正式には、DVD Video Recording Format。一部ではDVD-VRFとも表記されているがいずれも同じものであり、登場時からの時間の経過と共にDVD-VRとしての記述に収束方向にある。論理フォーマットはUDF Ver.2.00。新たにシーンの編集機能やアングル機能、CPRMへの対応などが実装された。ファイナライズが必要なディスク規格では引き続きファイナライズが必要。
DVD-Videoフォーマット規格を元に、家庭用レコーダーで記録するためにより適した規格に改良したもの。技術的な内容は近似しているので、レコーダーの設計者が両方式間のコンバート機能を設計する際には便利ではあるが、記録されたディスクとしてはDVD-Videoフォーマットとの間に互換性があるわけではない。
HDD搭載のDVDレコーダーの多くは実質的にはDVD-VRレコーダーの性格で企画開発されたものが多いため、録画物をHDD内に記録する場合はDVD-VRの規格に応じた形式が用いられる場合が多い。ごく一部の機種ではHDDへの記録でもDVD-Videoフォーマットで行うものがある。

### DVD-Audio
コンパクトディスク (CD) に比べ高音質で、著作権保護など複製されにくい特徴を備えた、通称「次世代CD」規格としてDVDフォーラムが1999年に策定を完了させたオーディオ専用のアプリケーションフォーマット。
リニアPCM 最大192 kHz/24 bit（2.0chステレオ時のみ）、最大96 kHz/24 bit（最大5.1chサラウンド）に対応する。可逆圧縮音声データを収録することも可能 (MLP)。論理フォーマットはUDF Ver.1.02。読み取り専用の音楽ソフトだけでなく、パーソナルコンピュータ用の音楽制作アプリケーションと記録型DVDを用いて作成することも可能。
「次世代CD」規格としては日本ビクター（現・JVCケンウッド）・パナソニック・東芝・パイオニア（ホームAV機器事業部。現・プレミアムオーディオカンパニーテクノロジーセンター）等が推進したDVDオーディオ (DVD-Audio)と、ソニー・フィリップス等が推進するスーパーオーディオCD (SACD)の2つの規格がある。これらの間に互換性はない。
DVDオーディオの再生にはDVDオーディオ対応のプレーヤーが必要である。ただしソフト（録音媒体）によってはDVD-Videoに準拠したデータを併せて収録しており、その場合はDVDプレーヤーでも再生ができる（ただし音質はDVD-Video相当となる）。また、音楽コンテンツ向けの付加機能として映像コンテンツを収録することもできる。
ユーザーが録ったハイサンプリングレートによる音源を記録する用途にはスーパーオーディオCDの方式より寧ろ、DVDオーディオ方式の方が有利であると言える。ダイレクトストリームデジタルでは録音レベルを調整するためのイコライザですらかけられない上に、1bitレコーダーを用いた録音はファイル形式が異なるので市販のスーパーオーディオCDプレイヤーでは再生ができる対応機種はほとんど存在しないからである。DVDオーディオではその点、専用ソフトを用いればDVD書き込みに対応した光学ドライブを用いてDVDオーディオ規格のディスク媒体の作成が自由に可能である。
スーパーオーディオCDの項目にあるように、高音質・サラウンドへの需要は盛り上がらず、それよりもむしろ利便性に優れているMP3や音楽配信などが普及し、2010年代に入るとDVDオーディオと同等のリニアPCM・FLAC音源やスーパーオーディオCDと同等以上のDSD音源も配信されているため、DVDオーディオもスーパーオーディオCDも共に普及のペースは非常に鈍いので将来が危ぶまれる。
スーパーオーディオCDはオーディオ愛好者から一定の支持を得てまだ専用プレーヤーも発売されているが、DVDオーディオの方は既に自然消滅に近い状態である。日本の業界団体・DVDオーディオ プロモーション協議会は2007年3月をもってホームページを事実上閉鎖した。2025年現在ではマルチ対応のユニバーサルプレーヤーが対応する。また、2008年以前まではパソコン用のDVDビデオ再生アプリケーションの一部もDVDオーディオの再生をサポートしていた。

### DVD-AR
正式には、DVD Audio Recording Format。DVD-Audioに対するDVD-VRに相当する規格である。2007年現在は規格として存在するのみで、適応製品としては開発されていない。

### DVD-SR
正式には、DVD Stream Recording Format。論理フォーマットはUDF Ver.2.01。デジタル放送の放送信号（ストリーム信号）をそのまま丸ごと記録するための方式。ハイビジョンをDVDに録画できるが、可能記録容量の関係でDVDへの適応は2008年現在は行なわれていない。DVD-VRと一部共通性があるので、同一のディスクに記録して利用できるメリットもある。
BDの派生規格であるAVCRECの登場後はそちらが主流である。

### HD Rec
HD DVDのアプリケーションフォーマットに準拠したハイビジョン映像を記録型DVDに記録する規格。DVDフォーラムが2007年に策定した。東芝が対応レコーダーを2007年末に発売。
既に対応機器の発売は終了しており、AVCRECに移行している。類似する規格としてHD DVD9がある。

### DVDフォーラム以外で策定されたアプリケーションフォーマット

#### 各種デジタルデータの記録
上記のDVDビデオとしてのアプリケーションフォーマット以外にも、PCのメモリ上で認識可能な各種データも書き込み可能である。ゲームソフトのプログラムやDVDビデオの規格では許容されていない各種画像・映像データファイルも書き込み可能で、読み取り機器側さえ対応していればそれらのデータファイルの表示・動作も可能となる。用語としての定義とは別に、DVDがDigital Video DiscではなくDigital Versatile Discという名称であるのはこれによるものである。

#### DVD+VR
正式には、DVD+RW Video Recording Format。DVD+RWアライアンス陣営が策定したDVD+RW向けの Video Recording フォーマット。論理フォーマットはUDF Ver.1.02。DVD-VRがDVD-Videoとの再生互換性が全くない一方で、DVD-Videoとの再生互換性を目指して策定された規格。論理的にはDVD-ROMドライブやDVD-Videoプレーヤーでの再生可能なフォーマット。DVD-RWと異なりCPRMは規格上存在しないため、「1回だけ録画可能」のデジタル放送を記録することはできない。

#### AVCHD
前述した各種デジタルデータファイルの書き込みの延長線上にあるものでもあるが、既存のDVDビデオの各種規格とは別にハイビジョン動画ビデオの記録と再生を目的にした次世代規格として2006年にAVCHDの規格が登場した。ソニーとパナソニックが策定。書き込みも読み出しも専用対応機器が必要である。

#### AVCREC
Blu-ray Disc Associationが策定した、HD Recと同様のハイビジョン映像記録用規格。従来のDVDレコーダーで採用されているDVD-Video・DVD-VR規格はハイビジョン規格の映像信号をSD（標準画質）にダウンコンバートしなければならない。DVDメディアにハイビジョンを記録するにはDVDビデオ規格 (DVD-Video・DVD-VR) にハイビジョン規格の解像度を新たに加える規格変更が必要になるが規格変更の必要性の他にも大きな問題がありDVD-Video・DVD-VR規格で映像圧縮技術に採用されているMPEG-2ではDVDメディアには2層メディアでも1時間以下、1層メディアでは30分以下となり特にテレビ番組の録画を目的にした場合の実用性に乏しいためDVDメディアにハイビジョン映像をMPEG-2のままで記録するDVD規格は当初から考案・策定されていない。
ただし映像を記録する際の圧縮技術に従来のMPEG-2の約2倍の圧縮効率を持つMPEG4 AVC/H.264を採用したHD RecやAVCRECにより、ハイビジョンのままでDVD-VideoやDVD-VRと同程度の時間をDVDメディアに記録できる。2007年11月に松下（現：パナソニック）がAVCREC対応レコーダーを発売した。HD RecとAVCRECの間に互換性はないが、各社から発売されたAVCREC対応のレコーダー・BDプレイヤーが市場を席巻している。HD Recは事実上東芝のみで終焉を迎え、同社もAVCREC対応へとシフトした。また、類似したコンセプトでBD9も策定されたことがある。

#### 3x DVD
ワーナー・ブラザースが提唱した規格。DVD-Videoの3倍の帯域幅を持っており、ハイビジョン規格映像をDVDに記録できる。
BD規格からアプローチしたBD9とHD DVD規格からアプローチしたHD DVD9に細分化されるが、いずれも製品化は実現していない。
類似した規格で製品化したものとして、既に対応機器の生産が終了しているHD Rec、ならびにデファクトスタンダード化したAVCRECがある。

## メーカー

### ディスク販売メーカー
- 日立マクセル（現・マクセル）
- Verbatim Japan（三菱ケミカルメディアより事業譲受、CMCマグネティクス子会社）
- 磁気研究所 (HIDISC)
- リーダーメディアテクノ (ALL-WAYS)

撤退
- RICOH
- 太陽誘電
  - ビクターアドバンストメディア
- イメーション（現：オージン）
  - TDK（2007年に上記のイメーションへ事業譲渡）
- 三菱ケミカルメディア
- ソニー
- パナソニック

### 海外ディスク製造メーカー
- RiTEK (RiDATA)
- CMCマグネティクス (Mr.DATA)

### ディスク製造検査機器メーカー
- パルステック工業

## DVDの後継規格
2000年代後半、DVDで用いられる赤色レーザーに比べ、より波長の短い青紫色レーザーを使用した高密度な第3世代光ディスク規格としてBlu-ray Disc（以下BD）とAOD（後のHD DVD）が登場した。DVDと同じ12 cmサイズのディスクだが、既存のDVDプレーヤーでの再生互換はない。第3世代光ディスク機器の多くは主にユーザーに対する販売・普及戦略上の理由からDVDの再生機能も併載することでDVDの再生を可能として、機器としての互換性を確保している。このように、第3世代光ディスク機器でDVDが再生できるのは第3世代光ディスクの方式自体の互換性ではない。
主に映像ソフトやデジタルテレビ放送のHD映像記録用途を主眼としておりソニー・パナソニックなどのBD陣営と東芝・NECのHD DVD陣営は規格統一を模索していたが、2005年交渉が決裂。2006年に分裂した状態で製品化され、ハリウッドの映画産業などを巻き込んだ激しい規格争いが勃発した。しかし2008年2月、製品の発売から2年を経ずして東芝がHD DVD事業からの撤退を発表し第3世代光ディスクのデファクトスタンダードはBDに一本化された。これはBDがBD-RE ver1.0が登場したばかりの時から3年後に大幅に規格が改良されたことでBD-ROMが誕生し、東芝の見込みよりも早くディスクの耐久性に関する問題を克服したこと、BDはHDDVDよりも容量が多く、またディスクケースデザインの統一などで印象をDVDから大幅に変更し、なおかつ小型サイズにできたこと、PS3のゲーム用ディスクがブルーレイになったこと、ドルビーTrueHDの収録が必須だったHD-DVDと比べてDTS-HDを収録しやすかったことも一因である。
DVDの規格策定時にもソニーと東芝は、ソニーフィリップス陣営のMMCDと東芝・パナソニック陣営のSDのどちらを選ぶかで対立した。結果的にはCD規格延長を目論むMMCDより、CDと異なり2枚の板の貼り合せ構造を採用し大容量化を実現したSDを基にDVD規格は作られた。一方、同じBD陣営に属するソニーとパナソニックも書き換え可能型DVDで激しく対立した間柄だった。ソニーはDVDと似て非なるDVD+RWを作り出している。またパイオニア（現・オンキヨーホームエンターテイメント）やシャープもBD陣営だが、こちらも書き換え型DVDではDVD-RW陣営としてパナソニックと敵対関係である。
しかしデータ記録・搬送用途では従来型DVDがあり、大量のデータ容量が必要な場合でもハードディスクがある。映像分野でもDVDビデオの画像をBD並のHD映像画質に補正補完するアップスケール技術、逆にMPEG-4 AVC/H.264圧縮により記録型DVDにHD映像の長時間録画を可能にする技術などを搭載したレコーダーもある。そもそもインターネットを介して利用するオンラインストレージやコンテンツ配信サービスの普及で、一般消費者における物理メディアの需要は大幅に減少している。しかし、現在も日本製のアニメなどのレンタルビデオ、アダルトビデオに関しては流通量を海外の光ディスク市場よりも高速で行う必要があるため、未だにブルーレイを使用せずにDVDで発行されることが多い。